# أدوين كانكا تشودتش
أدوين كانكا تشودتش (بالبوسنية: Edvin Kanka Ćudić) (ولد في برتشكو، يوغسلافيا يوم 23 جمادى الأولى 1409 هـ / 31 ديسمبر 1988)، هو ناشط حقوقي بوسني، محترف فنون قتالية، صحفي، وسياسي. عرف بنشاطه وقيادته لجمعية البحوث الاجتماعية والاتصالات المختصة في الدفاع عن حقوق الإنسان والعدالة الانتقالية والمصالحة في يوغسلافيا.

## التهديدات والاعتداءات الجسدية
تعرض تشودتش في كثير من الأحيان لتهديدات من معادي المثلية والقوميين من جميع الجماعات العرقية في البوسنة والهرسك.
في فبراير عام 2014، خرج إلى الجمهور خلال الاضطرابات في البوسنة والهرسك منسقًا للاحتجاجات في مقاطعة برتشكو. تلقى في تلك الفترة أكثر من 100 تهديد بالقتل. تعرض في يوليو للتهديد من قبل دينو شيمونجاك، وهو متطوع في الصراع الإسرائيلي الفلسطيني، الذي أخبره علنًا: «لن تخرج من هذا، تشودتش».
في فبراير عام 2015، أمام كاتدرائية القلب المقدس في سراييفو، في حين احتفلت جمعية البحوث الاجتماعية والاتصالات (يو دي آي كي) بذكرى مذبحة ستبرشي، هاجمت تشودتش مجموعةٌ من مثيري الشغب. في تلك المناسبة، قالوا إنه يجب على الناشطين الذهاب للاحتفال بالجرائم في بانيا لوكا، في إشارة إلى وسم الـ«يو دي آي كي» للجرائم في كرافيتشا في يناير 2015. في مايو، بالقرب من مكتب «يو دي آي كي» في سراييفو، تعرض لهجوم مع ناشط آخر من الجمعية. بعد بضعة أيام فقط، حدث هجوم مماثل في نفس الموقع. ردت سفيرة الولايات المتحدة للبوسنة والهرسك، مورين كورماك، قائلةً إنه من غير المقبول مهاجمة أحد نشطاء حقوق الإنسان في البوسنة والهرسك. في أكتوبر، أمام كاتدرائية القلب المقدس في سراييفو، بينما كانت الـ«يو دي آي كي» تحتفل بالذكرى السنوية للجرائم التي وقعت في كازاني، حاول أحد المشاغبين مهاجمة أدوين كانكا تشودتش جسديًا. كان للشرطة رد فعل ما، لكنهم لم يقوموا بأي ملاحقة قضائية.
في فبراير عام 2017، هوجم تشودتش مرة أخرى في سراييفو، مع اثنين آخرين من ناشطي الجمعية. وقع الهجوم بالقرب من مبنى الجمعية البرلمانية للبوسنة والهرسك. في تلك المناسبة، هاجمه شباب بالحجارة ونادوه بالـتشيتنك (القومي الصربي اليميني). في مارس، خرّب أشخاص مجهولون سيارته المركونة بالقرب من مكتب الـ«يو دي آي كي» في سراييفو.
في أبريل عام 2019، دعم تشودتش مسيرة فخر المثليين الأولى لمجتمع الميم في البوسنة والهرسك في مقابلة مع بوابة الإنترنت سورس. بي إيه Source.ba. بسبب سوء تفسير المقابلة، وخاصة في الجزء المتعلق بحقوق المرأة في العالم العربي، تلقى عددًا كبيرًا من التهديدات (بما في ذلك تهديدات بالموت) من الأصوليين الإسلاميين من البوسنة والهرسك وإقليم السنجق، وزعم الأصوليون أنه أحد منظمي العرض. بعد بضعة أيام، نفت الـ«يو دي آي كي» أنها منظمة للمسيرة الأولى للمثليين في البوسنة والهرسك، لكن الـ«يو دي آي كيه» تدعمها وتظهر تضامنها مع كل من يُحرم من حقوق الإنسان الخاصة به. في يوليو، هوجم تشودتش وغيره من ناشطي الجمعية من قبل مثيري الشغب بالقرب من مكتب الجمعية في سراييفو. في تلك المناسبة، دعاه المهاجمون بزعيم الشواذ. قدم تشودتش صورًا للمهاجمين وأُبلغ الحدث في قسم شرطة نوفو سراييفو. لم تأخذ الشرطة الصور بعين الاعتبار في أثناء التحقيق.
لم تقاضِ وزارة الداخلية الاتحادية للبوسنة والهرسك المهاجمين.

## روابط خارجية
- بوابة البوسنة والهرسك باللغة العربية